# Eve 6
Eve 6 es una banda estadounidense de rock y pop punk originaria de California, compuesta por 3 integrantes, los cuales durante su adolescencia firmaron un contrato con RCA Records en 1996. Su primer disco Eve 6 fue puesto a la venta en 1998 en Estados Unidos y comenzaron formalmente su estrellato en la escena comercial seguidos por otras dos placas discográficas hasta llegar a separarse en 2004 por las bajas ventas de su último material It's All In Your Head. 
En 2007, dos de los tres miembros originales refundaron el grupo, que espera sacar nuevo disco en los próximos años.

## Miembros

### Formales
- Max Collins - voz y bajo eléctrico (1996-2004).
- Tony Fagenson - batería (1996-2004).
- John Siebels - guitarra eléctrica (1996-2004).

### Anteriores
- Gabe Collins - batería (1996-1998).

## Historia

### Comienzos
Muchos adolescentes sueñan con llegar a un escenario y hacer lo que las estrellas de rock hacen mejor, pero solo unos cuantos pueden experimentarlo de primera mano. Contando a los miembros de Eve 6 como un grupo que parece haber sido intregado por lo menos por el doble del personal que realmente posee.

El nacimiento de esta banda de happy punk y pop alternativo se remonta al noveno año escolar para el estándar norteamericano, en un grupo de tercero de secundaria para el sistema mexicano educacional en donde el bajista Max Collins y el guitarrista Jon Siebels tenían sus fantasías acerca del sueño que sería hacer una banda.

#### Primeros contactos
La fantasía se volvió realidad cuando la banda se formó en el año de 1995 en La Crescenta, California bajo el nombre inicial de Yakoo para luego cambiarlo a Eleventeen y volverlo a cambiar por el que actualmente conocemos.
El grupo firmó un contrato con RCA Records en 1996 mientras el dúo seguía en la preparatoria, aun así el mismo año surgió su primer álbum discográfico titulado precisamente "Eleventeen", con el cual planeaban debutar y en el cual hacia la batería originalmente Gabe Collins (el hermano del bajista quien se salió por vonluntad propia), el cual enviaron para ser comercializado en la escena subterránea del medio musical, para el cual ya tenían un nuevo baterista, es decir Tony Fagenson, el hijo del famoso productor Don Fagenson.
A este estudiante de la Universidad de California del Sur, fanático del programa The X-Files tras haber visto el episodio titulado "Eve" (episodio acerca de sujetos genéticamente modificados conocidos como Evas del 1 al 9 donde la número 6 tiene dilemas morales sobre el canibalismo) se le acredita el haber acuñado el nombre del grupo que actualmente usa o sea Eva número 6.
A pesar del buen material escrito por Max Collins que expresaba contundentemente a través de sus vocalizaciones con un timbre único a la vez que ejecutaba riffs en su bajo al lado de la labor en la guitarra de Jon Siebels, solamente se mantuvo en el mercado para el cual fue manufacturado, por lo que pasó desapercibido en la escena comercial global y a lo mucho fue considerado como un demo para las discográficas de mayor nivel.

#### Formación definitiva de la banda
Su segunda obra discográfica se vio venir en la primavera de 1998, es decir el titulado homónimamente "Eve 6". El álbum inmediatamente que salió al mercado se volvió un éxito rotundo, producido por Don Gilmore, con letras más intensas y expresivas, además de un mayor número de canciones que el anterior, llegó a la cima de la lista de los nuevos artistas del Billboard, con la canción hecha primer sencillo extraído "Inside Out" que fue considerada como la mejor que el rock moderno había visto hasta ese momento, que además cruzó el Top 40.

#### El éxito comercial relativo
El segundo sencillo del álbum, es decir la llamada "Leech" también fue elogiada llegando al Top 10 del Billboard no solamente en la categoría de Rock Moderno, sino además en la de Rock Comercial. Después del éxito por la transmisión de las canciones en la radio y la transmisión de los videos hechos por ellos en MTV, el álbum por fin fue disco de platino alcanzando el millón de copias vendidas. Después vino la respectiva gira alrededor de la Unión Americana y el resto del mundo.
Cabe mencionar que este fue importado y manufacturado, pero no se vendió mucho porque la gente no conocía mucho a la banda a pesar de la gran calidad de la misma. En este tiempo, aparecieron en el tributo al grupo The Pixies titulado "Where Is My Mind ?" haciendo un cover en estudio de la canción "Allison". Además de hacer sencillo promocional al tema "Tongue Tied" el cual fue utilizado en la banda sonora de la película "Teaching Mrs. Twingle".

#### El Horroroscopio predice el despegue
Su tercera producción discográfica, es decir la titulada "Horrorscope" llegó para el año 2000, una vez más bajo la producción de Don Gilmore, fue un álbum que de forma equilibrada logró lo esperado por la afición que se había ganado el grupo logrando incluso mucho más de lo que habían conseguido con su anterior disco al utilizar un sonido más trabajado y maduro al volverse un tanto más convencional.
Llegando al 34 en el Billboard dentro de la lista de los 200 mejores y pronto se volvió disco de oro al vender 500,000 copias gracias al éxito obtenido por los sencillos extraídos del mismo, "Promise" y "Here's To The Night". Ambas composiciones nuevamente desplegaron la habilidad única para hacer algo que irrumpa abruptamente en el cartel del Rock Moderno y al escalar posiciones dentro de las mejores 40 en el gusto de los radio escuchas. Después se dio la correspondiente gira alrededor del mundo en la mayoría de sus rincones donde la banda era recibida.
Por desgracia, a nivel mundial corre la misma suerte este disco que el anterior, ya que la gente aún no conoce al grupo casi, por la falta de autopromoción de los mismos. En este tiempo aparecieron en el tributo al conjunto TLC después de su desintegración, tocando un cover en estudio de la canción titulada "Waterfalls".
Además tocaron en gira un cover de la canción "I Touch Myself" original del grupo Divinyls donde incluso hablaron sobre su postura en torno al tema de la masturbación.

#### Todo Está en tu Mente
Su cuarto álbum de estudio en su carrera salió para julio del 2003, fue un esfuerzo producto de un año de descanso, canciones escritas en la gira anterior y el resto de trabajo duro para así poder cumplir con una nueva entrega por parte de la banda, es decir el titulado "It's All In Your Head", con este Eve 6 intentó retomar un poco del éxito que le fue posible en su disco anterior.
Aunque Max Collins tuvo que pagar una fianza por gastos de honorarios de abogado en la corte y en sus bienes por exposición indecente en un hotel en Pittsburg, el Crowne Plaza, donde no llevaba nada más que crema de afeitar en la cara suponiendo que ese sea uno de los precios a pagar por ser artista de rock, después del escándalo en los medios el grupo se enfiló a realizar la gira promocional de rigor.

#### El Fin del Proyecto
A pesar del éxito moderado del sencillo promocional encarnado en el tema "Think Twice" las ventas del nuevo material nunca despegaron por culpa de la pobre promoción de la disquera al llegar a las 192,000 copias vendidas y en marzo del 2004 la disquera RCA Records los despidió a lo que el grupo respondió terminando su gira el 15 de julio de aquel año frente al Gateway Arch en Saint Louis y anunciando que se desintegraba definitivamente la agrupación.

#### Trabajos posteriores
John Siebels se unió al grupo Monsters Are Waitting al formarlo en 2005 en Los Ángeles, California haciendo sus primeras presentaciones al compartir escenario con bandas como The Editors y Stella Star.
Con este conjunto ha realizado 2 discos: Monsters Are Waitting EP en octubre y Fascination para el 2006, además de una gira por Estados Unidos al lado de She Wants Revenge y Pretty Girls Make Graves.
Max Collins y Tony Fagenson retomaron sus carreras a mediados de 2005 con su nueva banda Sugi Tap, por lo que para el 2006 en esas fechas ya estaban grabando algunos demos y estaban haciendo presentaciones en vivo en la región de California del Sur pero ha quedado suspendido dicho proyecto alterno indefinidamente. Recientemente el grupo se ha reunido para realizar presentaciones en vivo y aunque no hay planes aun confirmados para un nuevo disco, la espera este en el aire.

#### Posible regreso...
En octubre del 2007 el grupo se ha reunido, al menos en 2 de sus componentes, para realizar presentaciones en vivo y aunque no hay planes aun confirmados para un nuevo disco, la espera este en el aire. Cabe destacar que Matt Bair de la banda Bandcamp será el nuevo guitarrista en sustitución de Jon Siebels quien ha decidido continuar con su proyecto Monsters Are Waitting.

#### Regreso
Speak in Code (2012-presente)
Eve 6 lanzaron su nuevo álbum Speak in Code el 24 de abril de 2012, casi ocho años después de su separación en 2004. Es su cuarto larga duración de liberación y su debut en el sello discográfico de Fearless nuevos. Contiene los sencillos "Victoria" y "Cortina",   en el formato de Rock Moderno popular en 2012. Los vídeos musicales se hicieron para los dos sencillos y fueron puestos en libertad en los medios de digitales, como Vevo y Music Choice. La banda estuvo de gira durante gran parte de 2012 en apoyo de "hablar en clave", incluyendo temporadas con The All American Rejects y Everclear, y una gira como cabeza de cartel en todos los EE. UU. La canción "Lost & Found" fue lanzada como un avance solo tres meses antes del lanzamiento del álbum.
"En general, estoy muy orgulloso de ello, y creo que estamos haciendo por nuestros fans, que han esperado mucho tiempo para que podamos hacer otro disco. Creo que les estamos dando algo que van a disfrutar ", dice el cantante / bajista Max Collins. "Una vez que estuvimos en el estudio había un montón de energía. No hay momentos de relleno, cada canción tiene su propósito. Se trata del mayor colección de canciones que hemos tenido en un registro. "
"En algunas de las canciones de frustración es un tema. Yo era una especie de mirar difíciles relaciones personales con un giro humorístico en algunos lugares, y con más seriedad que en otros ", explica Collins. "El título Hablar en código es una letra de" telón ", y había algo un poco sugerente al respecto. En esa canción, me refiero a estar recién sobrio y simplemente sentirse como un nervio abierto, sintiéndose asustada, que la gente y la vida que se tipo de abrumadora. es casi como si la gente está hablando un idioma que no puede entender

## Discografía

### Álbumes de estudio
- Eve 6
- Horrorscope
- It's All in Your Head
- Speak In Code

### EP
- Eleventeen EP - 1996

### Sencillos
| 1998                                   | "Inside Out"              | 28 | 1  | 5  | 11 | 16 | Eve 6                 |
| 1998                                   | "Leech"                   | -  | 6  | 10 | -  | -  | Eve 6                 |
| 1999                                   | "Open Road Song"          | -  | 23 | -  | -  | -  | Eve 6                 |
| 1999                                   | "Tongue Tied"             | -  | 23 | -  | -  | -  | Eve 6                 |
| 2000                                   | "Promise"                 | -  | 3  | 25 | 40 | 33 | Horrorscope           |
| 2000                                   | "On the Roof Again"       | -  | 19 | -  | -  | -  | Horrorscope           |
| 2001                                   | "Here's to the Night"     | 30 | 33 | -  | 14 | 7  | Horrorscope           |
| 2003                                   | "Think Twice"             | -  | 9  | -  | -  | -  | It's All in Your Head |
| 2003                                   | "At Least We're Dreaming" | -  | -  | -  | -  | -  | It's All in Your Head |
| 2003                                   | "Good Lives"              | -  | -  | -  | -  | -  | It's All in Your Head |
| "2012"                                 | "Speak in Code"           | -  | -  | -  | -  |    |                       |
| "—" denota que no entró en los charts. |                           |    |    |    |    |    |                       |